# Flagstaff (Maine)

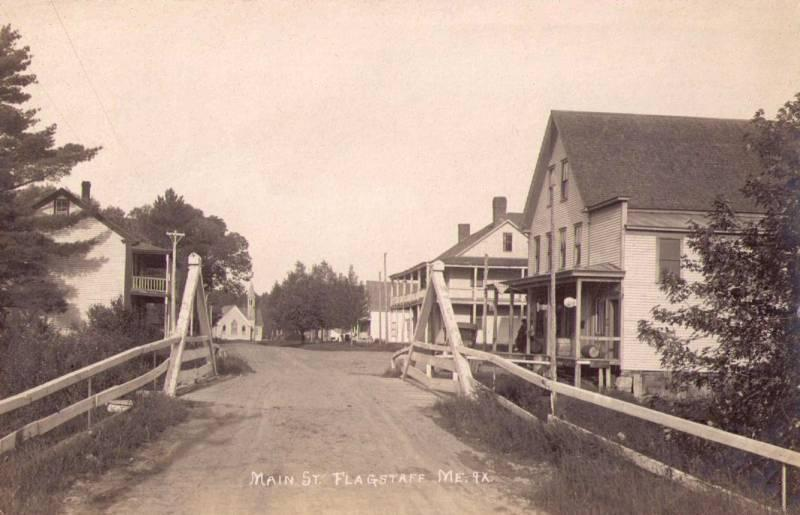
Main Street in Flagstaff um 1915

Flagstaff ist eine ehemalige Plantation im Somerset County des Bundesstaates Maine in den Vereinigten Staaten. Flagstaff lag in der Nähe von Eustis und Rangeley.
Die Plantation wurde 1949 zusammen mit den benachbarten Plantations Bigelow, Dead River und Carrying Place zugunsten einer Vergrößerung des Flagstaff Lake aufgegeben. Mit dem Long Falls Dam wurde ein Stausee errichtet, der hauptsächlich zur Wasserkraftnutzung angelegt wurde. 
Als erster Europäer erreichte 1775 Benedict Arnold während seines Feldzugs gegen Kanada auf den Weg nach Québec das Gebiet. Er errichtete auf dem Gebiet einen Fahnenmast, der der Town später ihren Namen Flagstaff gegeben hat.

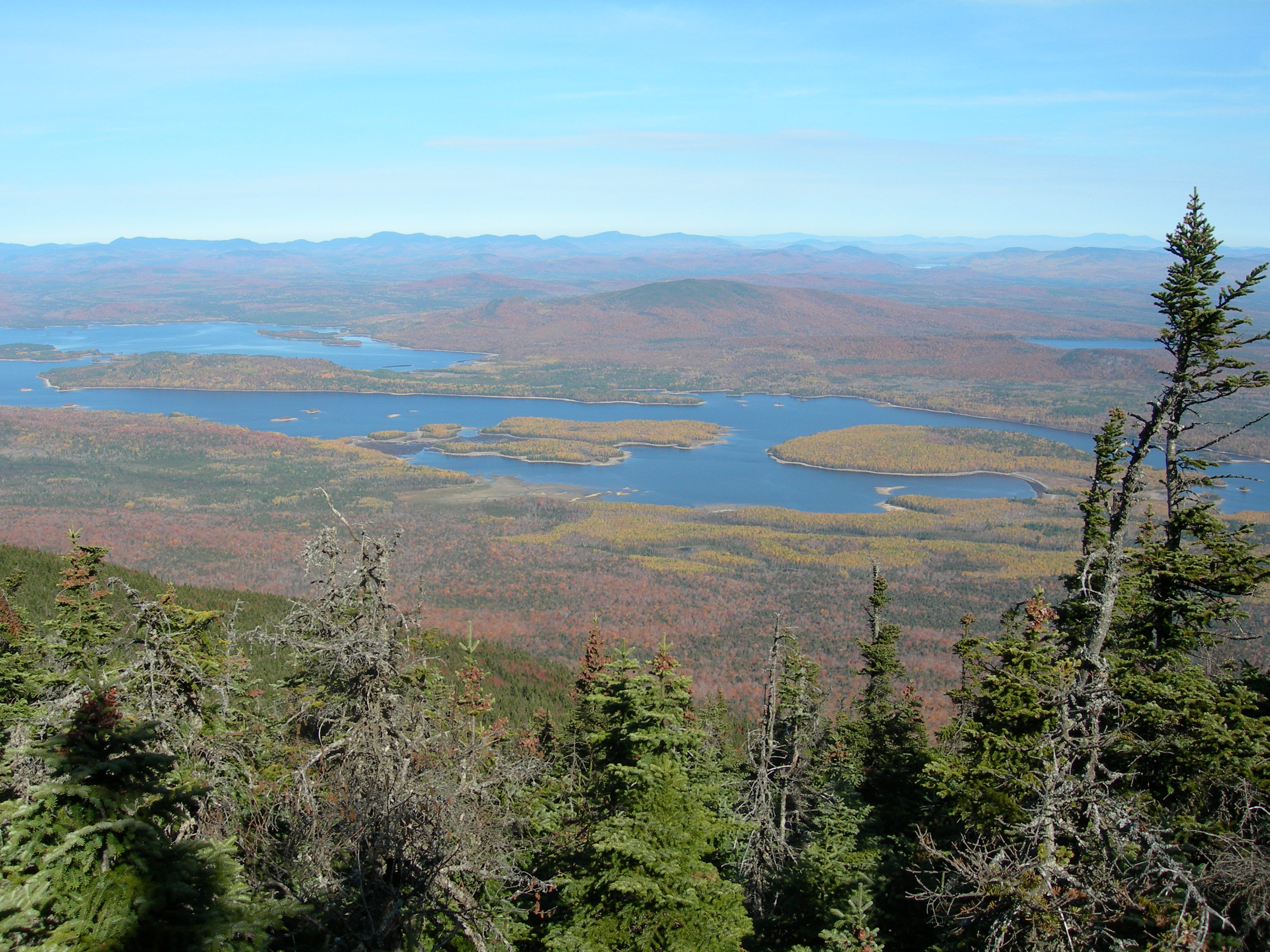
Flagstaff Lake

Erste Siedler ließen sich im frühen 19. Jahrhundert nieder. Sie lebten von der Land- und Forstwirtschaft und nutzten die Wasserenergie des Flagstaff Ponds. Erste Schrot- und Sägewerke wurden in den 1840er Jahren erbaut. Nachdem die Vergrößerung des Flagstaff Ponds in den 1940er Jahren beschlossen worden war, gegen die Auflage das Land aufzukaufen, erwarb Walter Wyman und sein Unternehmen, Central Maine Power die Grundstücke im Dead River Valley. Viele Bewohner zogen nach Eustis, dorthin wurde auch der Friedhof umgebettet, ebenso die Flagstaff Memorial Chapel. Teilweise konnten sie ihre Häuser mitnehmen. Die Organisationsform der Plantation wurde im Jahr 1950 aufgehoben und die ehemalige Plantation wurde nach dem Bau des Long Falls Dams überflutet.
Below
Slaid Cleaves

(Bitte Urheberrechte beachten)
Slaid Cleaves thematisierte die Zerstörung der Siedlung in seinem Lied Below im Jahr 2004, welches er im Album Wishbones veröffentlichte. Flagstaff wird nicht namentlich erwähnt, jedoch wird der Dead River und die Lage der Siedlung genannt.